# Балланс, Джон
Джон Балланс (англ. John Ballance; 27 марта 1839 — 27 апреля 1893) — 14-й премьер-министр Новой Зеландии (1891—1893), основатель Либеральной партии Новой Зеландии (первой организованной политической партии в стране).

## Ранние годы
Старший сын Сэмюэла Балланса (фермера из Гленейви, графство Антрим, Северная Ирландия) и Мэри Макнис. Родился в Малласке, графство Антрим. Учился в государственной школе, после которой стал учеником торговца в скобяной лавке в Белфасте. Затем он стал служащим в оптовой конторе, торговавшей  скобяными товарами в Бирмингеме. Там он женился. В юности Балланс очень интересовался литературой и много времени проводил за чтением книг. Также он стал проявлять интерес к политике, в основном из-за влияния родителей: его отец был активным деятелем консервативного толка, а мать поддерживала либералов. Многие из идей, которые он отстаивал в будущем, Балланс почерпнул у своей матери. Будучи свидетелем многочисленных религиозных конфликтов в Белфасте, он утвердился в принципах секуляризма.
В 1866 году Балланс вместе с женой переехал в Новую Зеландию, рассчитывая начать здесь небольшое ювелирное дело. Однако, поселившись в Уонгануи, он стал издавать газету Вестник Уонгануи (англ. Wanganui Herald). Он стал редактором газеты и до конца жизни оставался её основным владельцем. Во время войны с вождём маори Титоковару в 1867 году Балланс был призван в добровольческую кавалерию и получил офицерский чин. Позже он подал в отставку и в своей газете критиковал управление кампанией. Тем не менее он хорошо проявил себя на службе, и, несмотря на отставку, был награждён медалью Новой Зеландии.
После боевых действий авторитет Балланса в Уонгануи заметно вырос. Его уважали за работу в Wanganui Herald, а также за откровенные и честные статьи. Он и сам принимал всё большее участие в городских делах, основав ряд обществ и клубов. Возможно не самым важным для города, но одним из самых важных лично для него стал шахматный клуб. Балланс стал опытным шахматистом. В 1868 году, в возрасте 24 лет, от болезни умерла его жена. Спустя два года он женился на Эллен Андерсон, дочери архитектора из Веллингтона.

## Член парламента
В 1875 году Балланс был избран в парламент от округа Рангитикеи. Его предвыборная кампания была посвящена двум основным проблемам — упразднению провинций (которые повсеместно критиковались как недееспособные, слишком мелкие и создающие преграды) и введение бесплатного обучения. В 1877 году он стал членом кабинета сэра Джорджа Грея, бывшего губернатора ставшего премьер-министром. Политические взгляды Грея и Балланса не были близкими, но Балланс, тем не менее, считал, что сможет сделать что-либо полезное. Он занимал посты министра таможен, министра образования, а затем казначея. Однако их с Греем сотрудничество завершилось нашумевшей и болезненной ссорой. Балланс счёл Грея слишком контролирующим и авторитарным.
С 1879 года Балланс представлял округ Уонгануи. Но в 1881 году он проиграл выборы в Уонгануи с разрывом всего в 4 голоса (393 против 397), поскольку 7 из его сторонников проголосовали слишком поздно из-за того, что их повозка сломалась. В 1884 году он вернулся в парламент.
В 1884 году он стал министром в кабинете Роберта Стаута, убеждённого либерала. Он занял посты министра земель и иммиграции, министра обороны и министра по делам туземцев (отвечающего за отношения с маори). На посту министра земель Балланс стимулировал интенсивное заселение сельских районов, стремясь увеличить количество людей, оставлявших города, чтобы «работать на земле» (он считал эти меры основой увеличения производительности и самообеспечения). Его система государственной помощи «сельским поселенцам», согласно которой государство давало мелким хозяйствам в аренду землю и предоставляло кредит на строительство и ведение хозяйства, оказалась в целом успешной. Несмотря на стремление увеличить количество поселений колонистов, он тем не менее твёрдо выступал за права маори на свои земли, в то время как многие политики того времени выступали за захват земель маори. Кроме того, он сократил военное присутствие в районах противостояния с туземцами и попытался ближе познакомиться с их языком и культурой. В 1887 году правительство Стаута проиграло на всеобщих выборах, но Балланс сохранил свою популярность. Болезнь помешала его политической деятельности, но после выздоровления в июле 1889 года он стал лидером оппозиции.

## Премьер-министр

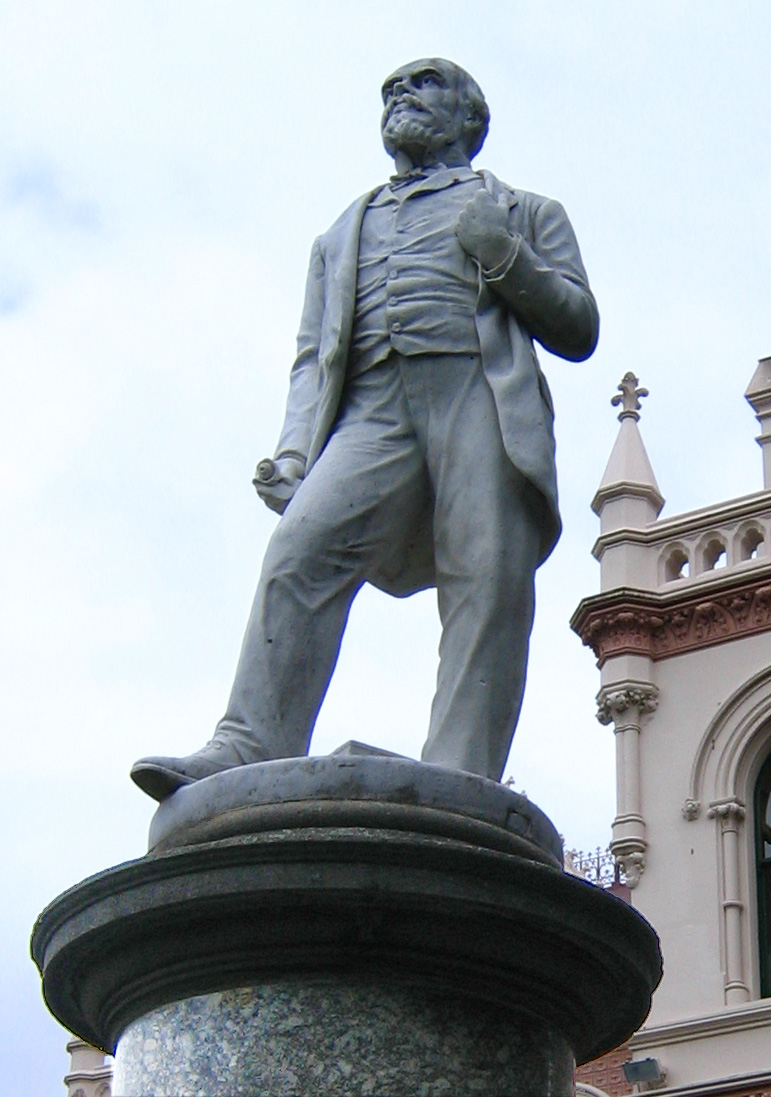
Статуя Балланса у Парламентской библиотеки в Веллингтоне.

В 1890 году Балланс привел к победе на выборах широкую коалицию либералов. Премьер Гарри Аткинсон был вынужден подать в отставку, но до этого он заполнил Законодательный совет своими сторонниками. Это привело к большим проблемам для правительства Балланса, но он преодолел их все (отчасти при помощи сокращения пожизненных полномочий членов законодательного совета до семилетнего срока). Его победа в борьбе с губернатором за изменение законодательного совета также помогла урегулировать взаимоотношения между избираемым премьером и назначаемым губернатором (в основном в пользу первого).
Во время своего срока Балланс активно выступал за введение избирательного права для женщин, заявив в парламенте, что он убеждён в «абсолютном равенстве полов». Отчасти этот вопрос достался ему по наследству от его коллеги по правительству Стаута, Джулиуса Фогеля, под влиянием его жены Эллен, которая хорошо разбиралась в политике. В 1891 году правительство Балланса ввело прогрессивный земельный налог и прогрессивный подоходный налог. Заслугой Балланса считали значительный подъём экономики страны, начавшийся при нём.

### Первое либеральное правительство
Будучи лидером либеральной фракции, он объединил своих соратников и коллег в Либеральную партию, первую политическую партию Новой Зеландии. Это объединение было призвано претворить в жизнь либеральные идеи Стаута, Фогеля и самого Балланса. Следующие четыре премьер-министра страны принадлежали к Либеральной партии, хотя некоторые из них (как Ричард Седдон) не всегда соответствовали идеалам, которые отстаивал Балланс.
Спокойный и простой в общении, Балланс был начитанным человеком, и, казалось, всегда предпочитал книги и шахматы публичной суете. Его описывали как «простого и скромного», он был известен своим спокойствием, вежливостью и чрезвычайной терпеливостью.

## Смерть
В 1893 году на вершине успеха и популярности он скончался в Веллингтоне от заболевания желудочно-кишечного тракта после тяжёлой хирургической операции. Балланс видел своим преемником Роберта Стаута, но быстрое развитие болезни помешало ему защитить своё решение. Вместо Стаута его преемником стал Ричард Седдон.
Перед зданием парламента в Веллингтоне в честь Балланса была воздвигнута статуя. Теперь эта статуя находиться перед зданием библиотеки, поскольку позже парламент переехал в другое, большее здание.